# Капудан-паша
Капудан-паша (осман. کاپیتان پاشا) або каптан-и дерья (тур. Kaptan-ı derya) — титул командувача флотом Османської імперії. Наступними за ранжиром були Терсане еміні, керуючий верф'ю, потім кетхуда, що стежив за порядком на верфі, і Терсане агаси, помічник командувача флотом.
До середини XVI століття командувач мав ранг санджак-бей та розташовувався в Геліболу. З часу Хайреддіна Барбаросси (1533–1546 роки), коли османський флот знаходився на вершині могутності, капудан-паша піднісся до чину бейлербея та рангу візира. Крім того, був членом дивану (Диван-і Хумаюн).
Капудан-паша був бейлербеем Джезаір-і Бахр-і Сефід — еялету островів Архіпелагу — в якому багато островів Егейського та Середземного морів мали статус санджаків. У воєнний час еялет мав виставити певну кількість джебелів, а для морських кампаній — 4 500 осіб, не рахуючи 1 893 морських азапів. Додатково, 3-4 тисячі осіб набиралися в Алжирі, Тунісі та Лівії. Капудан-паша мав високий дохід, значна частина якого, втім, йшла на забезпечення численної свити.
У 1867 році інститут каптан-и дерья скасований, хоча потім кілька разів відновлювався; замість нього створено міністерство військово-морського флоту (Бахр Незарет), що проіснувало з 1880 по 1927 рік.
Поряд з Барбароссою, знаменитими командувачами були Піяле-паша і Улуч Алі-паша, учасники битви при Лепанто, і Джезаірлі Газі Гасан-паша, учасник Чесменскої битви, згодом великий візир.